# Oscar Hertwig
Oscar Wilhelm August Hertwig (Friedberg, 21 april 1849 — Berlijn, 25 oktober 1922) was een Duits zoöloog, anatoom en ontwikkelingsbioloog die in verschillende onderzoeksterreinen bekendheid verwierf. Samen met zijn jongere broer Richard Hertwig (1850–1937) was hij een van de meest vooraanstaande leerlingen van Ernst Haeckel aan de Universiteit van Jena. De gebroeders Hertwig namen Haeckels filosofische ideeëngoed over om de concepten in de toenmalige zoölogie te verruimen. Tussen 1879 en 1883 voerden de broers veel embryologisch onderzoek uit, met name gericht op de theorie van het coeloom (1881), de met vloeistof gevulde lichaamsholte bij vrijwel alle diersoorten.

## Carrière
Na enige jaren samen te hebben gewerkt gingen de twee broers gescheiden wegen naar het noorden en zuiden van Duitsland. Oscar Hertwig werd in 1888 professor anatomie in Berlijn; Richard Hertwig doceerde van 1885–1925 zoölogie aan de Ludwig Maximilians-Universiteit in München, waar hij nog veertig jaar hoogleraar zou blijven.
Oscar Hertwig was een expert op het gebied van dierontwikkeling. Hij schreef hierover een toonaangevend leerboek. Bij het bestuderen van zee-egels ontdekte hij dat bevruchting plaatsvindt door middel van de fusie van een zaadcel met een eicel. Hij erkende de rol van de celkern voor overerving van genen en chromosoomreductie tijdens meiose: in 1876 publiceerde hij zijn bevindingen over de bevruchting. Hertwigs experimenten met kikkereieren onthulden de zogenaamde Hertwig-regel. Volgens deze regel deelt de cel zich altijd langs zijn lange as (door de oriëntatie van het spoelfiguur).
In 1885 schreef Hertwig over nucleïne, een stof in de celkern is die niet alleen verantwoordelijk is voor de bevruchting, maar ook voor de overdracht van erfelijke eigenschappen. Deze vroege suggestie over genetica werd bijna zestig jaar later bewezen in het experiment van Avery, MacLeod en McCarty, waarin werd aangetoond dat dit inderdaad de rol is van het nucleïnezuur DNA.

## Belangrijke werken
- Die Elemente der Entwicklungslehre des Menschen und der Wirbeltiere : Anleitung und Repetitorium für Studierende und Ärzte. Fischer, Jena 5th ed. 1915 Digitale editie door de Universiteits- en staatsbibliotheek Düsseldorf.
- Das Problem der Befruchtung und der Isotropie des Eies. Eine Theorie der Vererbung. Jenaische Zeitschrift fur Naturwissenschaft 18, 276–318.
- Das Werden der Organismen, eine Widerlegung der Darwinschen Zufallslehre, Jena, 1916.